# Andy Bell (basist)
Andy Bell, född 11 augusti 1970 i Cardiff, Wales, är en brittisk gitarrist och tidigare bandmedlem i Oasis och Beady Eye.

## Karriär
Andy Bell var medlem i gruppen Ride under 1988–1996. Senare blev han gitarrist, låtskrivare och frontman i Hurricane #1, där han spelade under 1996–1999. Strax efter upplösningen blev Bell basist i engelska rockbandet Oasis, då han under 1999 ersatte Paul McGuigan, och var det fram tills bandets upplösning 2009. Strax efter att Oasis upphört att existera, i och med Noel Gallaghers avhopp, bildade de resterande bandmedlemmarna Beady Eye.
Bells debut som låtskrivare i Oasis var på bandets femte album Heathen Chemistry, från 2002. Där hette hans instrumentala nummer "A Quick Peep". På skivan Don't Believe The Truth bidrog Bell med låtarna "Turn Up The Sun" och "Keep The Dream Alive".

## Privatliv
Andy Bell var tidigare gift med den svenska artisten Idha Övelius. Paret har två barn; dottern Leia och sonen Leon. Bell är nu gift med Shiarra som han har två barn med.